# 4e cérémonie des MTV Fandom Awards
La 4e cérémonie des MTV Fandom Awards a eu lieu le 21 juillet 2017 à San Diego en Californie.
Les prix récompensent les personnalités et des œuvres des mondes de la musique, de la télévision, du cinéma et autres, en se basant sur leur popularité auprès des fans.

## Performances
- Bleachers - “Don’t Take The Money”, "Everybody Lost Somebody”, "I Miss Those Days”
- Echosmith - "Goodbye”

## Palmarès
Les lauréats sont indiqués ci-dessous dans chaque catégorie et en caractères gras.

### Fandom of the year
★Teen Wolf